# Élection présidentielle macédonienne de 2019
L'élection présidentielle macédonienne de 2019 se déroule les 21 avril et 5 mai 2019 afin d'élire le président de la République pour un mandat de cinq ans. La Constitution de la Macédoine du Nord limitant à deux le nombre de mandats présidentiels, le président sortant Gjorge Ivanov n'est pas candidat à sa réélection.
Le premier tour se révèle très serré : le candidat social-démocrate Stevo Pendarovski devançant de seulement 4 000 suffrages la candidate de droite, Gordana Siljanovska-Davkova. Il l'emporte finalement au second tour par 53,58 % des voix.

## Contexte
Il s'agit de la première présidentielle depuis l'accord de Prespa ayant mis un terme en février 2019 au différend de longue date l'opposant à la Grèce quant au nom utilisé par le pays. L'accord lui donne ainsi pour nom celui de « Macédoine du Nord », tout en lui permettant notamment de conserver l'utilisation du gentilé « macédonien ».
L'accord est porté par le gouvernement mené par l'Union sociale-démocrate de Macédoine (SDSM) et provoque un vif rejet de la part des nationalistes. Le président Gjorge Ivanov, de l'Organisation révolutionnaire macédonienne intérieure - Parti démocratique pour l'unité nationale macédonienne (VMRO-DPMNE) s'oppose ainsi publiquement au projet, refusant de signer les amendements en question. Le blocage institutionnel n'est alors résolu que par la signature du président de l'assemblée Talat Xhaferi.

## Mode de scrutin
Le président de la République est élu par le biais d'une forme modifiée du scrutin uninominal majoritaire à deux tours pour un mandat de cinq ans renouvelable une seule fois. Si aucun candidat ne recueille au premier tour la majorité absolue des inscrits - et non des suffrages exprimés -, un second a lieu entre les deux candidats arrivés en tête, et celui recueillant le plus de voix est déclaré élu. Le résultat du scrutin n'est cependant considéré comme valide qu'à la condition de réunir un taux de participation d'au moins 40 % au second tour. Dans ce cas, toute la procédure électorale est reprise. Ce quorum de participation ne s'applique qu'au second tour, et non au premier,
La constitution de 1991 impose aux candidats d'être âgés d'au moins quarante ans et d'avoir résidé dans le pays pendant au moins dix des quinze années précédant le scrutin.

## Campagne
La candidate Gordana Siljanovska-Davkova, du VMRO-DPMNE, promet en cas de victoire d'organiser un référendum sur le rétablissement de l'ancien nom du pays. Les adversaires du second tour sont néanmoins tous deux favorables à l'entrée dans l'Union européenne et l'OTAN.

## Résultats
En accord avec la loi électorale, un candidat est élu dès le premier tour s'il recueille la majorité absolue du total des inscrits, soit 904 066 voix lors de ce scrutin. Aucun candidat n'ayant atteint ce seuil, un second tour est organisé deux semaines plus tard entre les deux candidats arrivés en tête au premier tour.
| Candidats                | Candidats                   | Partis                   | Premier tour | Premier tour | Second tour | Second tour |
| Candidats                | Candidats                   | Partis                   | Voix         | %            | Voix        | %           |
| ------------------------ | --------------------------- | ------------------------ | ------------ | ------------ | ----------- | ----------- |
|                          | Stevo Pendarovski           | SDSM                     | 322 581      | 44,75        | 435 656     | 53,58       |
|                          | Gordana Siljanovska-Davkova | VMRO-DPMNE               | 318 341      | 44,16        | 377 446     | 46,42       |
|                          | Blerim Reka (en)            | Indépendant              | 79 888       | 11,08        |             |             |
|                          |                             |                          |              |              |             |             |
| Votes valides            | Votes valides               | Votes valides            | 720 810      | 95,66        | 813 102     | 96,39       |
| Votes blancs et nuls     | Votes blancs et nuls        | Votes blancs et nuls     | 32 697       | 4,34         | 30 406      | 3,61        |
| Total                    | Total                       | Total                    | 753 507      | 100          | 843 508     | 100         |
| Abstention               | Abstention                  | Abstention               | 1 054 624    | 58,33        | 964 623     | 53,25       |
| Inscrits / participation | Inscrits / participation    | Inscrits / participation | 1 808 131    | 41,67        | 1 808 131   | 46,65       |

 Représentation des résultats du second tour :
| Stevo Pendarovski (53,58 %) |  |  | Gordana Siljanovska-Davkova (46,42 %) |
| ▲                           |  |  |                                       |
| Majorité absolue            |  |  |                                       |